# 史達林·卡斯楚
史達林·德赫蘇斯·卡斯楚（西班牙語：Starlin DeJesus Castro，1990年3月24日—）是多明尼加職業棒球員，曾效力於芝加哥小熊、紐約洋基、邁阿密馬林魚和華盛頓國民等隊。卡斯楚是三度全明星且保有大聯盟初登場最多打點紀錄。2011年，他以207支安打成為國家聯盟的安打王，為達成此紀錄最年輕者。

## 職業生涯

### 小聯盟
卡斯楚在2009年佛羅里達聯盟獲得全明星賽MVP，單場4支4帶有一支場內全壘打。季後被Baseball America評為小熊隊小聯盟最佳新秀。

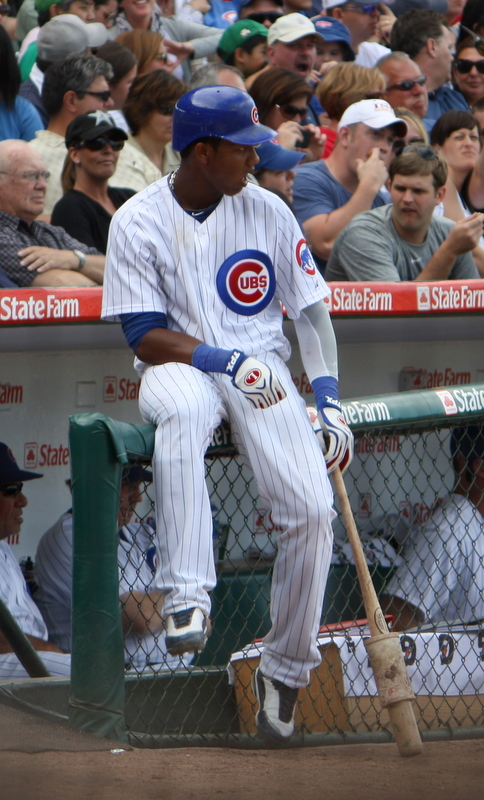
2010年的卡斯楚

### 芝加哥小熊

#### 2010年
卡斯楚在5月7日從小熊隊2A田納西煙山升上大聯盟，這使他成為大聯盟第一位90年代出生的球員。
首打席他從辛辛那提紅人投手荷馬·貝利手上擊出一支全壘打，也是隊史第6位，MLB第106位首打席全壘打的球員。接著在滿壘時打出一支三壘安打，初登場6分打點是大聯盟新紀錄。卡斯楚當季留下.300/.347/.408帶有3支全壘打和41分打點的打擊表現，但守備有27次失誤為全隊最多、國家聯盟第2。
卡斯楚在2010年年度最佳新人獎票選排行第五。

#### 2011年:全明星賽季
2011年是卡斯楚的第一個大聯盟完整球季，也是小熊隊最年輕的球員獲選參加全明星賽。當年他獲得兩次國聯單周最佳球員。
9月23日，卡斯楚在布希體育場面對小熊隊宿敵聖路易紅雀時打出當季第200支安打，為隊史最年輕。最後以207支安打成為國聯安打王，亦為獲此殊榮最年輕者。
防守方面，29次失誤為當年游擊手最多，守備率也是最低(.961)。

#### 2012年:全明星賽季
卡斯楚和另一位隊友布蘭登·拉海爾都獲選成為明星賽成員。他在單季162場比賽中全勤，擁有國聯最多646個打席數。打擊率.283、14支全壘打和78分打點，13次盜壘失敗MLB最多。

#### 2013年
這一年卡斯楚只比去年少出賽一場(161)，不過打擊率.245為生涯最低，另有10支全壘打和44打點。

#### 2014年:全明星賽季

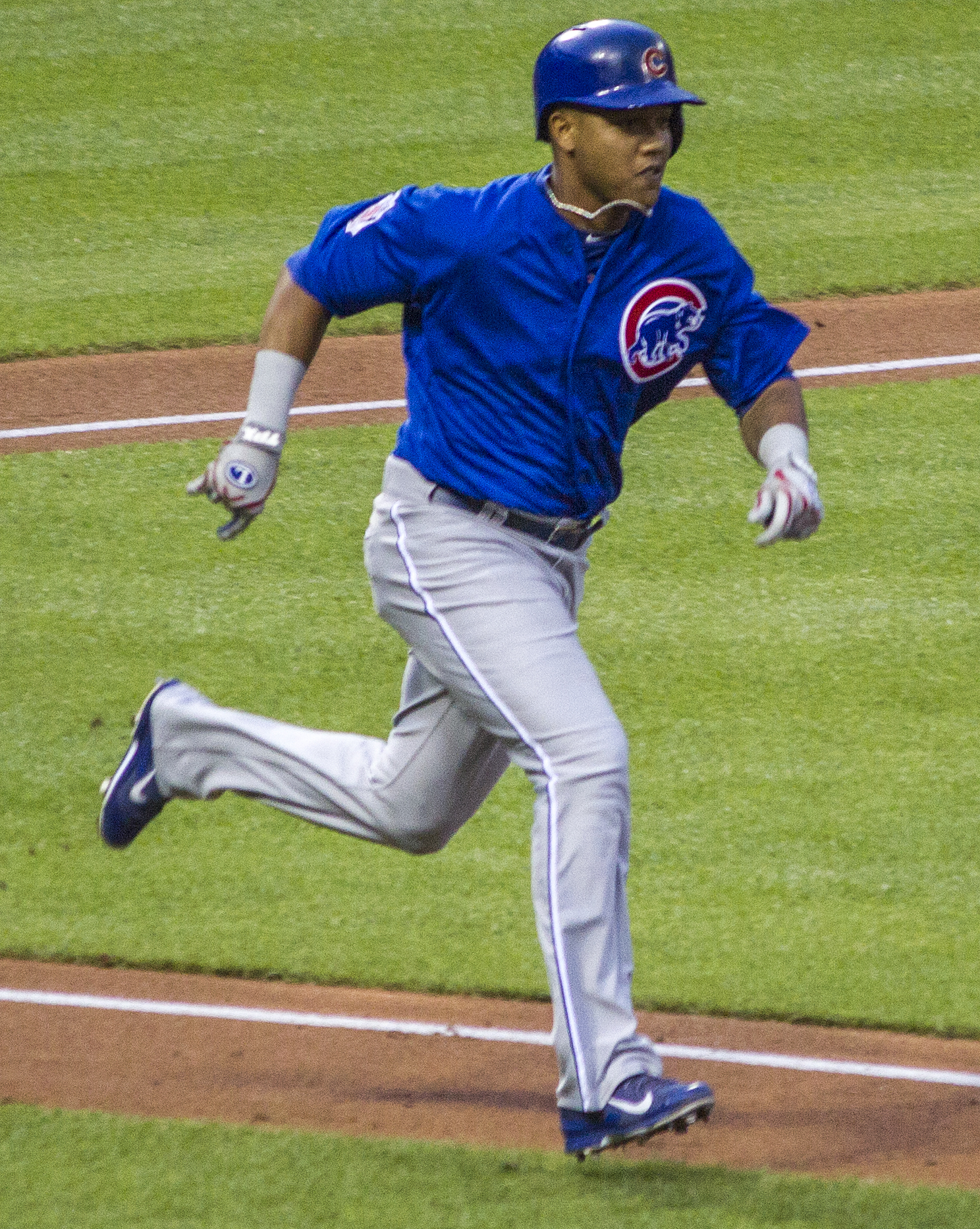
2014年的卡斯楚

陷入低潮的2013年後，卡斯楚於2014年與隊友安東尼·瑞佐進入明星賽，為個人第三度。9月2日與密爾瓦基釀酒人的比賽中卡斯楚因滑壘受傷而進入傷兵名單，球季宣告提早結束。當季打擊率.292為國聯游擊手最高，另外失誤下降至15次，守備率.973。

#### 2015年
4月20日遇到匹茲堡海盜隊時的比賽中, 卡斯楚擊出界外飛球，並意外的擊中一位球迷的頭部. 這場比賽延遲了 23分鐘 而這位球迷被擔架送出去之後,被診斷出有腦震盪的跡象。
到了交易的期限時, 很有多關於卡斯楚的交易傳聞, 其中一筆交易可能的是費城人隊或教士隊。當時小熊隊的總教練喬·梅登說卡斯楚不會被交易。
在八月時, 卡斯楚因為打擊狀況不理想只有2成36,被總教練梅登放至板凳, 並且被新人艾迪生·羅素取代當時每天游擊手先發的位置, 於是在8月12日卡斯楚轉移到2壘的防區。在9月18日的一場重要比賽中, 遭遇到分區領先球隊,紅雀隊. 卡斯楚擊出兩支全壘打並追平他個人生涯新高的6分打點並帶領小熊取得8比3的勝利。

### 紐約洋基
2015年的12月8日，卡斯楚被交易到洋基隊,而小熊隊則換來亞當·沃倫與布倫丹·萊恩。2016年4月6日，卡斯楚在遇到太空人的比賽中擊出5分打點並打破隊史在投兩場最多打點的比賽。卡斯楚也是隊史第四位在季賽的頭兩場比賽裡面擊出7分打點的選手。同年4月9日，卡斯楚對上底特律老虎隊時，達到個人生涯的1千分打點。6月22時，卡斯楚擊出他生涯的第一支再見全壘打最後以9比8擊敗了科羅拉多洛磯隊。該季他的打擊率為2成70，21轟70分打點。
2017年4月28日，他在面對金鶯隊的比賽中於第9局擊出追平2分砲，最後洋基以14比11逆轉勝金鶯。6月27日，他因為手受傷而進入傷兵名單。7月22日，他再一次因為手部受傷進入傷兵名單內。該年他出賽112場比賽，打擊率3成，16轟63分打點。

### 邁阿密馬林魚
2017年球季結束後，卡斯楚與2名農場新秀被送到馬林魚，洋基則得到賈恩卡洛·斯坦頓。2018年球季，他的打擊率為2成78，12轟54分打點。2019年10月31日，卡斯楚被馬林魚以不執行選擇權方式釋出，成為自由球員。

## 職棒生涯成績
| 年度 | 球隊 | 場次 | 打席 | 打數 | 得分 | 安打 | 二壘打 | 三壘打 | 全壘打 | 打點 | 盜壘 | 四壞 | 三振 | 打擊率 | 上壘率 | 長打率 |
| 2010 | CHC  | 125  | 506  | 463  | 53   | 139  | 31     | 5      | 3      | 41   | 10   | 29   | 71   | .300   | .347   | .408   |
| 2011 | CHC  | 158  | 715  | 674  | 91   | 207  | 36     | 9      | 10     | 66   | 22   | 35   | 96   | .307   | .341   | .432   |
| 2012 | CHC  | 162  | 691  | 646  | 78   | 183  | 29     | 12     | 14     | 78   | 25   | 36   | 100  | .283   | .323   | .430   |
| 2013 | CHC  | 161  | 705  | 666  | 59   | 163  | 34     | 2      | 10     | 44   | 9    | 30   | 129  | .245   | .284   | .347   |
| 2014 | CHC  | 134  | 569  | 528  | 58   | 154  | 33     | 1      | 14     | 65   | 4    | 35   | 100  | .292   | .339   | .438   |
| 2015 | CHC  | 151  | 578  | 547  | 52   | 145  | 23     | 2      | 11     | 69   | 5    | 21   | 91   | .265   | .296   | .375   |
| 2016 | NYY  | 151  | 610  | 577  | 63   | 156  | 29     | 1      | 21     | 70   | 4    | 24   | 118  | .270   | .300   | .433   |
| 2017 | NYY  | 112  | 473  | 443  | 66   | 133  | 18     | 1      | 16     | 63   | 2    | 23   | 93   | .300   | .338   | .454   |
| 2018 | MIA  | 154  | 647  | 593  | 76   | 165  | 32     | 2      | 12     | 54   | 6    | 48   | 124  | .278   | .329   | .400   |
| 2019 | MIA  | -    | -    | -    | -    | -    | -      | -      | -      | -    | -    | -    | -    | -      | -      | -      |
| 10年 | 10年 | 1308 | 5494 | 5137 | 596  | 1445 | 265    | 35     | 111    | 550  | 87   | 281  | 922  | .281   | .321   | .411   |

## 外部連結
- 球員資訊和成績在MLB ，ESPN ，Retrosheet ，Baseball Reference ，Baseball Reference (Minors) ，Fangraphs ，The Baseball Cube （英文）